# 2003 dans les chemins de fer
Chronologie des chemins de fer
2002 dans les chemins de fer - 2003 - 2004 dans les chemins de fer

## Évènements

### Janvier
- Russie : achèvement de l'électrification complète du transsibérien, commencée en 1929.
- 21 janvier. Royaume-Uni : achèvement du premier tronçon de 74 km de la LGV Channel Tunnel Rail Link qui sera mise en service le 28 septembre 2003.
- 27 janvier. France : une collision frontale entre un train italien et un train français dans le tunnel de la Biogna (ligne de Tende) fait deux morts et quatre blessés graves. La cause serait une erreur du service d'exploitation de la ligne assuré par la SNCF.

### Février
- 18 février. Corée du Sud : un incendie d'origine criminelle dans le métro de Daegu provoque la mort de près de 200 personnes.

### Avril
- 19 avril. Irak : le premier train irakien mis en circulation depuis la chute du régime de Bagdad a relié le port d'Oum Kasr à Bassorah.
- 23 avril. Royaume-Uni : la concession du Merseyrail (région de Liverpool) est attribuée par la Strategic Rail Authority au consortium formé par Serco Rail et Nederlandse Spoorwegen (chemins de fer néerlandais).
- 30 avril. États-Unis :  le record de vitesse sur rail sans pilote à 10 430 km/h a été obtenu à l'Holloman Air Force Base[1].

### Mai
- 17 mai. France : début de l'exposition ferroviaire « Le Train Capitale » sur les Champs-Élysées à Paris. Cette exposition durera jusqu'au 15 juin 2003.

### Juin
- 2 juin. Sénégal : une société anonyme dénommée le Petit train de banlieue (PTB) est constituée pour exploité le service de banlieue Dakar-Rufisque.
- 3 juin. Espagne : une violente collision frontale près de Chinchilla (province d'Albacete), sur une ligne à voie unique, entre un train Talgo et un train de conteneurs, suivie d'un incendie, provoque la mort de 19 personnes et fait plus de 40 blessés. L'accident serait dû à l'erreur d'un agent de la circulation.
- 26 juin. Royaume-Uni : la Strategic Rail Authority retire à Connex (filiale transport de Veolia) la concession du réseau South Eastern à compter du 31 décembre 2003. On lui reproche un service insuffisant (régularité en pointe de 75,3 %) et de mauvaises performances financières.

### Juillet
- 30 juillet. Royaume-Uni : la rame TGV TMST (Eurostar) n° 3313/14, composée de 14 voitures, établit le nouveau record de vitesse ferroviaire au Royaume-Uni à 334,7 km/h, sur la ligne nouvelle CTRL.
- 31 juillet. Royaume-Uni : la concession du réseau Transpennine (Région de Manchester) est attribué par la Strategic Rail Authority au consortium formé par First Group et Keolis (filiale de la SNCF).

### Août
- France : la canicule fait baisser la régularité des trains de grandes lignes de la SNCF, qui passe à 77 % pendant la première quinzaine du mois d'août (contre 97 % pendant la même période de l'année précédente). Les incidents sont venus de l'infrastructure (dilatation des rails et des caténaires, dérangements de la signalisation) et des incendies le long des voies.
- 1er septembre. Allemagne : le groupe Hugo Stinnes Schiffahrt GmbH (racheté par la DBAG en septembre 2002) gère l'ensemble des activités logistiques de la Deutsche Bahn, coiffant les différentes branches : Schenker, Transfracht, Kombiverker, et Railion, qui assure la traction ferroviaire.

### Septembre
- 20 septembre. France : un incident sur la ligne du RER D à la gare de Villeneuve - Triage met en danger la sécurité de centaines de voyageurs sans faire de victimes. Descendus sur la voie de leur train en panne, les voyageurs ont été frolés par un train croiseur.

### Octobre
- 7 octobre. Espagne : inauguration du premier tronçon Madrid-Lérida de la ligne nouvelle Madrid-Barcelone.
- 24 octobre. Royaume-Uni : « renationalisation » de la maintenance du réseau ferré qui avait été privatisée par John Major. 18 000 employés sont réintégrés dans la société Network Rail.

### Novembre
- 4 novembre. France-Italie : mise en service de navettes de ferroutage entre Aiton (Savoie) et Orbassano près de Turin, sous le nom d'autoroute ferroviaire alpine. Les rames sont constituées de wagons Modalohr aptes à transporter des camions complets (avec leur tracteur) ou des remorques seules, et comprennent une voiture à voyageurs qui accueille les chauffeurs.
- 28 novembre. France : la SNCF fête le milliardième voyageur du TGV.

### Décembre
- 14 décembre. France : prolongement de la ligne E du RER d'Île-de-France de Villiers-sur-Marne à Tournan. Inauguration de la gare de Krimmeri-Meinau à Strasbourg.
- 16 décembre. France : inauguration du prolongement de la ligne 14 du métro de Paris (métro automatique Météor) de La Madeleine à Saint-Lazare.

## Marquages et livrées
- SNCF : apparition des voitures Téoz.